# Porfirio Mamani-Macedo
Pour les articles homonymes, voir Mamani (homonymie) et Macedo.
 (mars 2012).
Si vous disposez d'ouvrages ou d'articles de référence ou si vous connaissez des sites web de qualité traitant du thème abordé ici, merci de compléter l'article en donnant les références utiles à sa vérifiabilité et en les liant à la section « Notes et références ».
Porfirio Mamani-Macedo est né à Arequipa (Pérou) en 1963. Docteur ès lettres à la Sorbonne Nouvelle. Il a obtenu son diplôme d’avocat à l’université catholique Santa María, et a fait ses études de lettres à l’université nationale de San Agustin (Arequipa). Il écrit poèmes et nouvelles pour plusieurs revues littéraires en France. Il a enseigné dans diverses universités françaises, notamment à l’université Sorbonne-Nouvelle (Paris III) et à l’université de Picardie Jules-Verne. Il est actuellement enseignant à l'université Panthéon-Sorbonne et à l'Institut catholique de Paris.

## Ouvrages publiés

### Essai
- Tres poéticas entre la guerra civil española y el exilio: Miguel Hernández, Rafael Alberti, Max Aub. Lima, Fondo Editorial de la Universidad Mayor de San Marcos, 2009
- La sociedad peruana en la obra de José María Arguedas (El zorro de arriba y el zorro de abajo), Lima, Fondo Editorial de la Universidad Mayor de San Marcos, 2007
- Représentation de la société péruvienne au XXème siècle dans l'œuvre de Julio Ramón Ribeyro. Paris, Éditions L'Harmattan, 2007
- Flora Tristan: La paria et la femme étrangère dans son œuvre, (essai) Éditions L'Harmattan, 2003.

### Poésie
- Poète dans une vallée /Poeta en una valle(poèmes)  L’Harmattan, Paris, 2024
- Je ne suis qu’un homme /Solo soy un hombre. (Poèmes)  L’Harmattan, Paris, 2020
- Le poète et la solitude /El poeta y la soledad (Poemas) France, Editions Alcyone, 2018

- L’ombre et le Chemin /La Sombra y el camino (Poemas) France, París, Editions Petra, 2018

- Poésie dans l'anthologie Un otoño azul. Arequipa, Cuervo Editores - Alliance française d'Arequipa, 2018. Compilation de Gloria Mendoza Borda.  (ISBN 978-612-4683190).
- Action de grâce (poèmes) Paris, L'Harmattan, 2017
- Voyageuse bleue/Viajera azul (Poemas en prosa) France, Paris, L’Harmattan, 2015
- Amour dans la parole, (Poesía en prosa) France, Editions, EDITINTER,  Paris , 2013
- Deseamos ver la Luz, (Poesía en prosa) France, Editions de l’Atlantique, 2012
- NOUS VOULONS VOIR LA LUMIÈRE, (poèmes en prose) Éditions de l’Atlantique (Collection Hermès), 2012
- Eaux promises, (poèmes en prose), Paris, Edilivre, 2011
- La Luz del camino, (poésie) Lima, Hipocampo Editores, 2010
- Lluvia después de mi caída y un Requien para Darfur, (poésie) Lima, Hipocampo Editores, 2008
- Poème à une étrangère, (poésie) Editinter, 2005.
- Un été en voix haute, (poésie) Trident neuf, 2004.
- Voix au-delà des frontières, (poésie) L'Harmattan  2003.
- Voix sur les rives d'un fleuve, (poésie) Éditions Editinte r, Paris, 2002.
- Au-delà du jour, (poèmes en prose) Éditions Editinter, Paris. 2000
- Début de la promenade, (poésie) Éditions Encres Vives, France. 2000
- Ecos de la Memoria, (poésie) Éditions Haravi, Lima, Pérou, 1988

### Narration
- El viaje de Maria Hortensia (Novela) Lima, Altazor, 2013
- L’homme du vent, (nouvelles), Éditions du Petit Pavé, 2012
- Avant de dormir, (nouvelles) L’Harmattan 2006.
- Le Jardin et l'oubli, (roman) Éditions L'Harmattan, Paris. 2002
- Les Vigies, (nouvelles) Éditions L’Harmattan, Paris. 1997
- Dimanche, (récit) Éditions Barde la Lézarde, Paris. 1995